# Creu de terme de la Torreta
La Creu de terme de la Torreta és una creu de terme de la Roca del Vallès (Vallès Oriental) situada a la cantonada formada entre el carrer Costa Brava i el passeig de can Grau, al barri de la Torreta. Està declarada Bé Cultural d'interès Nacional.

## Descripció
Està formada per tres parts superposades, el basament, el fust de columna i la creu. El sòcol és de planta circular de pedra i està format per quatre tambors disposat en gradació. L'inferior presenta tres escuts de pedra encastats al parament. El de la banda de migdia, el millor conservat, és l'escut de Catalunya. El de llevant, tot i que força degradat, presenta un ocell. El del costat de tramuntana, que es troba en el pitjor estat de conservació, torna a ser l'escut de Catalunya. Adossat a la banda de ponent del tambor hi ha un gran carreu de pedra decorat amb un altre escut, un xic degradat, tot i que sembla que torna a ser l'escut de Catalunya, en aquesta ocasió coronat. El tambor superior, on s'assenta el fust de columna, presenta una inscripció gravada envoltant-lo. Una bona part del text és pràcticament il·legible mentre que la resta fa referència a la reconstrucció de l'element: 'RECONSTRUIDA POR FEDERICO RICART 1911 GRANOLLERS'. El fust de la columna és estriat i s'assenta damunt d'un basament poligonal. De fet, tant el basament com la part inferior de la columna són originals. La resta de la columna, inclòs el capitell, i la creu són producte de la reconstrucció de principis del segle xx. La creu és llatina i amb la imatge de la Mare de Déu amb el nen als braços. Tota la construcció és de pedra.

## Història
La creu fou situada al barri de la Torreta l'any 1915 i correspon a l'antiga creu de terme de Palou, ubicada entre Granollers i Palou. La nova localització respon al fet que al propietari dels terrenys li feia nosa per a poder edificar. La creu la va rebre el marqués de Santa Isabel i està col·locada a l'inici del camí que portava cap a la seva casa, can Grau. Tal com indica la inscripció del basament, la creu fou reconstruïda l'any 1911 pel senyor Federico Ricart de Granollers, marquès de Santa Isabel des del 1856. Cal indicar que els xiprers que envolten la creu foren declarats arbres d'interès local l'any 1988. Una placa commemorativa situada a escassos metres de la creu, i instal·lada durant la festa de la creu de l'any 1996, recorda aquest fet.